# Восстановление Северо-Востока Китая
Восстановление Северо-Востока Китая (кит. упр. 振兴东北老工业基地, пиньинь Zhènxīng Dōngběi Lǎo Gōngyè Jīdì) — политика китайских властей направленная на восстановление и реконструкцию индустриальных центров на северо-востоке страны. Политика затрагивает 3 провинции КНР — Хэйлунцзян, Цзилинь и Ляонин. Программа была принята в 2003 году.